# Panathlon Club de Sabadell
Panathlon Club de Sabadell és una entitat esportiva de Sabadell. Fundada l'any 1971, té com a finalitat l'afirmació de l'ideal esportiu i la difusió dels seus valors morals, culturals i formatius. És membre del Panathlon Internacional. Entre les seves activitats destaca la concessió anual, des del 1979, del Premi Panathlon per a persones que hagin treballat a bastament en l'ajuda i desenvolupament d'una activitat esportiva, com també el Premi a l'Esportivitat, atorgat des del 2006. A Catalunya també hi ha el Panathlon Internacional de Barcelona, entitat amb la qual organitzen diversos esdeveniments.